# Дюрея (Пенсільванія)
Дюрея (англ. Duryea) — місто (англ. borough) в США, в окрузі Лузерн штату Пенсільванія. Населення — 5036 осіб (2020).

## Географія
Дюрея розташована за координатами 41°21′23″ пн. ш. 75°46′23″ зх. д. / 41.35639° пн. ш. 75.77306° зх. д. (41.356348, -75.773181).  За даними Бюро перепису населення США в 2010 році місто мало площу 14,86 км², з яких 14,37 км² — суходіл та 0,50 км² — водойми.

## Демографія
Згідно з переписом 2010 року, у селищі мешкало 4917 осіб у 2120 домогосподарствах у складі 1347 родин. Густота населення становила 331 особа/км².  Було 2298 помешкань (155/км²).
Расовий склад населення:
| - 97,8 % — білих - 0,7 % — азіатів - 0,4 % — чорних або афроамериканців - 0,1 % — корінних американців |

До двох чи більше рас належало 0,6 %. Частка іспаномовних становила 1,9 % від усіх жителів.
За віковим діапазоном населення розподілялося таким чином: 19,5 % — особи молодші 18 років, 61,9 % — особи у віці 18—64 років, 18,6 % — особи у віці 65 років та старші. Медіана віку мешканця становила 43,0 року. На 100 осіб жіночої статі у селищі припадало 92,4 чоловіків;  на 100 жінок у віці від 18 років та старших — 90,7 чоловіків також старших 18 років.
Середній дохід на одне домашнє господарство  становив 64 288 доларів США (медіана — 47 625), а середній дохід на одну сім'ю — 83 042 долари (медіана — 65 586). Медіана доходів становила 46 702 долари для чоловіків та 31 902 долари для жінок. За межею бідності перебувало 16,3 % осіб, у тому числі 35,3 % дітей у віці до 18 років та 9,0 % осіб у віці 65 років та старших.
Цивільне працевлаштоване населення становило 2381 особа. Основні галузі зайнятості: освіта, охорона здоров'я та соціальна допомога — 32,2 %, виробництво — 15,0 %, фінанси, страхування та нерухомість — 11,8 %.